# 40
El año 40 (XL) fue un año bisiesto comenzado en viernes del calendario juliano, en vigor en aquella fecha. 
En el Imperio romano, era conocido como el Año del consulado de Augusto sin segundo cónsul (o menos frecuentemente, año 793 Ab urbe condita). La denominación 40 para este año ha sido usado desde principios del período medieval, cuando el Anno Domini se convirtió en el método prevalente en Europa para nombrar a los años.

## Acontecimientos
- Introducción del cristianismo en Egipto.
- Campaña del emperador Calígula contra los germanos y simulacro de invasión de Britania.
- Venida de la Virgen en carne mortal a Zaragoza el 2 de enero según la tradición cristiana para ver a Santiago.

## Nacimientos
- Dioscórides, médico, farmacólogo y botánico griego.
- Sexto Julio Frontino, político del Imperio romano, uno de los más importantes aristócratas de finales del siglo I.
- 1 de marzo - Marco Valerio Marcial, poeta latino.
- 13 de julio - Cneo Julio Agrícola, general y político romano.

## Fallecimientos
- Ptolomeo, último rey de Mauritania, ejecutado en Roma por orden del emperador Calígula.